# Ерогенні зони

Ерогенні зони жінки та чоловіка (червоний — найбільш чутливі, жовтий — найменш)

Ерогенні зони (від грец. ἔρως — ерос — «любов» та англ. -genous «виробляти», що від грец. γενής — генес «народжений») — найчутливіші ділянки тіла людини, вплив на які (стимуляція, подразнення, пестощі, торкання, «дражніння») викликає сексуальне збудження й може призвести до оргазму. Існують універсальні (спільні для всіх людей незалежно від статі та розташовані в геніталіях), статево-специфічні (характерні лише для певної статі), та індивідуальні (характерні для кожної окремої людини та її досвіду) ерогенні зони. Чутливість ерогенних зон може мінятися залежно від віку, сексуального досвіду та інших факторів.
Від стимуляції ерогенних зон під час прелюдії залежить безпека та, звісно, якість сексуальної активності (наприклад, кількість вагінального секрету, необхідного для сексу з проникненням, залежить від ступеня сексуального збудження жінки).
На думку деяких сексологів, в ерогенних зонах, крім звичайних нервових закінчень, існують і специфічні — рецептори сексуальної чутливості (генітальні тільця), які реагують на дотик.

## У жінок

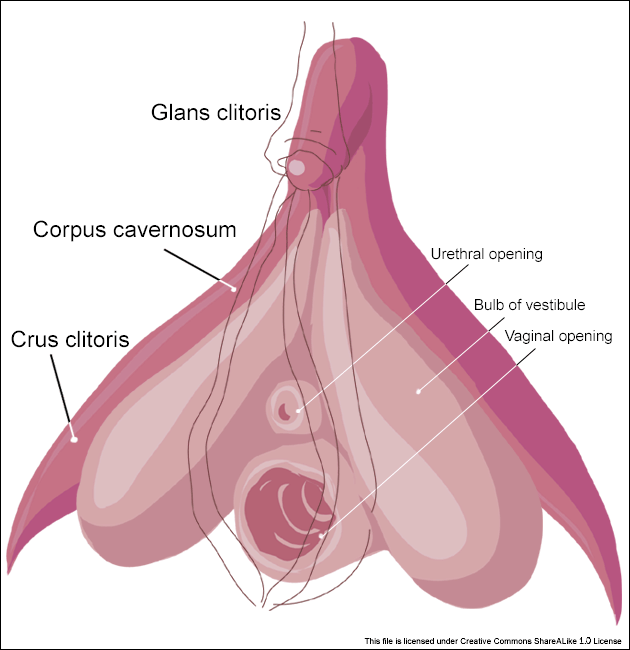
Клітор — головна ерогенна зона жіночого тіла, що забезпечує оргазм

Співвідношення найважливіших ерогенних зон жінок, за сексологічними даними: на першому місці — клітор, на другому — соски грудей.
1. Клітор — головна ерогенна зона жінки. Як правило, словом «клітор» називають лише видиму його невелику частину — голівку клітора, розташовану у верхній третині простору між зовнішніми статевими губами та прикриту кліторальним капюшоном. Голівка клітора є найбільш чутливою й ерогенною (гомологічна зона чоловічого тіла — голівка пеніса). Однак більша частина клітора прихована в товщі тканин. Тіло клітора роздвоюється на дві ніжки, які проходять під малими статевими губами (тут теж зосереджена велика кількість нервових закінчень), охоплюючи вагіну та її отвір. Таке розташування уможливлює стимуляцію тіла клітора під час вагінальної стимуляції, тому за відстанню від голівки клітора до входу у вагіну можна прогнозувати імовірність досягнення жінкою оргазму при вагінальній стимуляції (статевому акті). Під час статевої стимуляції клітор значно ерегує, що призводить до збільшення голівки клітора в розмірах та висування її з-під кліторального капюшона. Понад 50 % жінок називають клітор головною ерогенною зоною.
2. Соски. Жіночі груди, особливо соски, є однією з основних ерогенних зон. Існує стійкий взаємозв'язок між рівнем збудження соскових зон і загальним рівнем сексуального збудження жінки. Існує також ерекція сосків у фазі збудження внаслідок підвищення тонусу в цій зоні.
3. Малі статеві губи. Часто малі статеві губи називають «чутливою антеною клітора», оскільки анатомічно вони безпосередньо пов'язані як з голівкою клітора, так і з його каптуром, а ніжки клітора проходять під малими губами: таким чином, стимуляція малих статевих губ уможливлює опосередковану стимуляцію клітора (наприклад, через натяг малих губ). Іннервація малих статевих губ дуже індивідуальна, від високої до незначної. З цієї причини оцінки ерогенності малих губ різняться: від незначної до дуже значної. До 15-20 % жінок називають малі статеві губи головною ерогенною зоною.[2]
4. Вагінальний отвір. Анатомічно вагіна як частина родових шляхів майже позбавлена нервових закінчень. Це цілком доцільно: зайва чутливість вагіни зробила б пологи винятково болісними. Тим не менш, багато жінок повідомляють про високу чутливість вагіни на збуджувальні стимули. Як правило, при проникній мастурбації (з застосуванням дилдо, страпонів, пальців чи інших предметів) та вагінальному сексі стимуляція вагіни опосередковано викликає реакцію клітора, наприклад, через тіло клітора (так звана точка G), або через натяг малих статевих губ. Хоча стимулюється клітор, це сприймається як відчуття всередині або поблизу вагінального отвору.
5. Додаткові ерогенні зони: губи, внутрішні сторони стегон, анус, сідниці, шия, лобок, стопи та інші. Розташування додаткових зон є індивідуальним. Чутливість додаткових зон може мінятися в залежності від обставин (стан здоров'я та самопочуття, втома, емоційний стан). З віком одні зони можуть ставати чутливішими, а інші — втрачати чутливість.

## У чоловіків
1. Голівка пеніса, основна ерогенна зона чоловіків. Відрізняється високою іннервацією.
2. Стовбур пеніса. Значно поступається за ступенем чутливості голівці, однак при певній техніці погладжування, стовбур, особливо в ділянці основи, також є зоною з ерогенною чутливістю.
3. Додаткові зони. Відрізняються великою різноманітністю й індивідуальним, часто унікальним для кожного індивідуума, розташуванням.